# Clubiona zilla
Clubiona zilla este o specie de păianjeni din genul Clubiona, familia Clubionidae, descrisă de Wilhelm Dönitz și Strand, 1906. Conform Catalogue of Life specia Clubiona zilla nu are subspecii cunoscute.